# B-ON Max
StreetScooter Work – elektryczny samochód dostawczy klasy kompaktowej produkowany pod niemiecką marką StreetScooter w latach 2014−2022 oraz pod luksemburską marką B-ON jako B-ON Max w latach 2022−2023.

## Historia i opis modelu

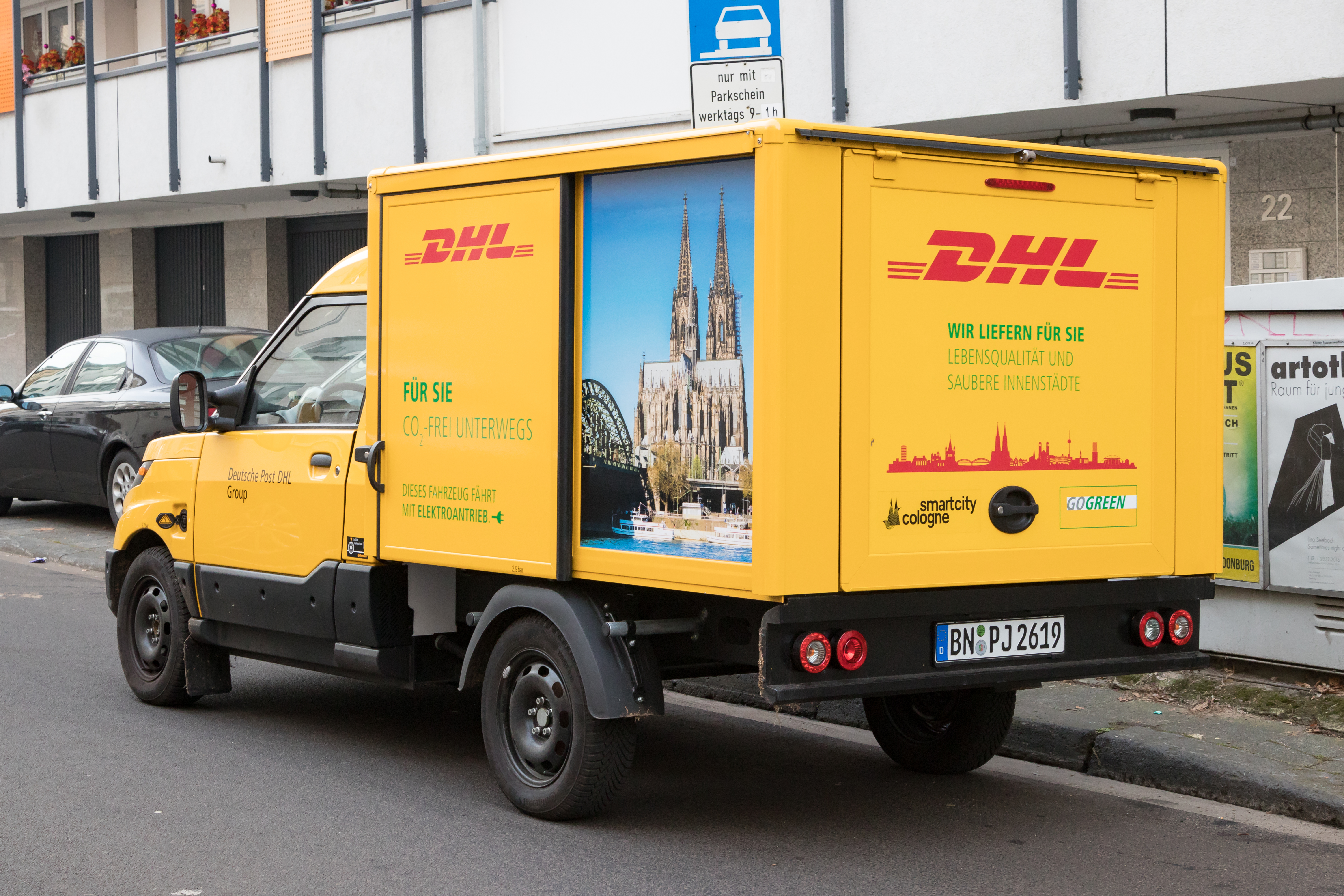
StreetScooter Work - tył

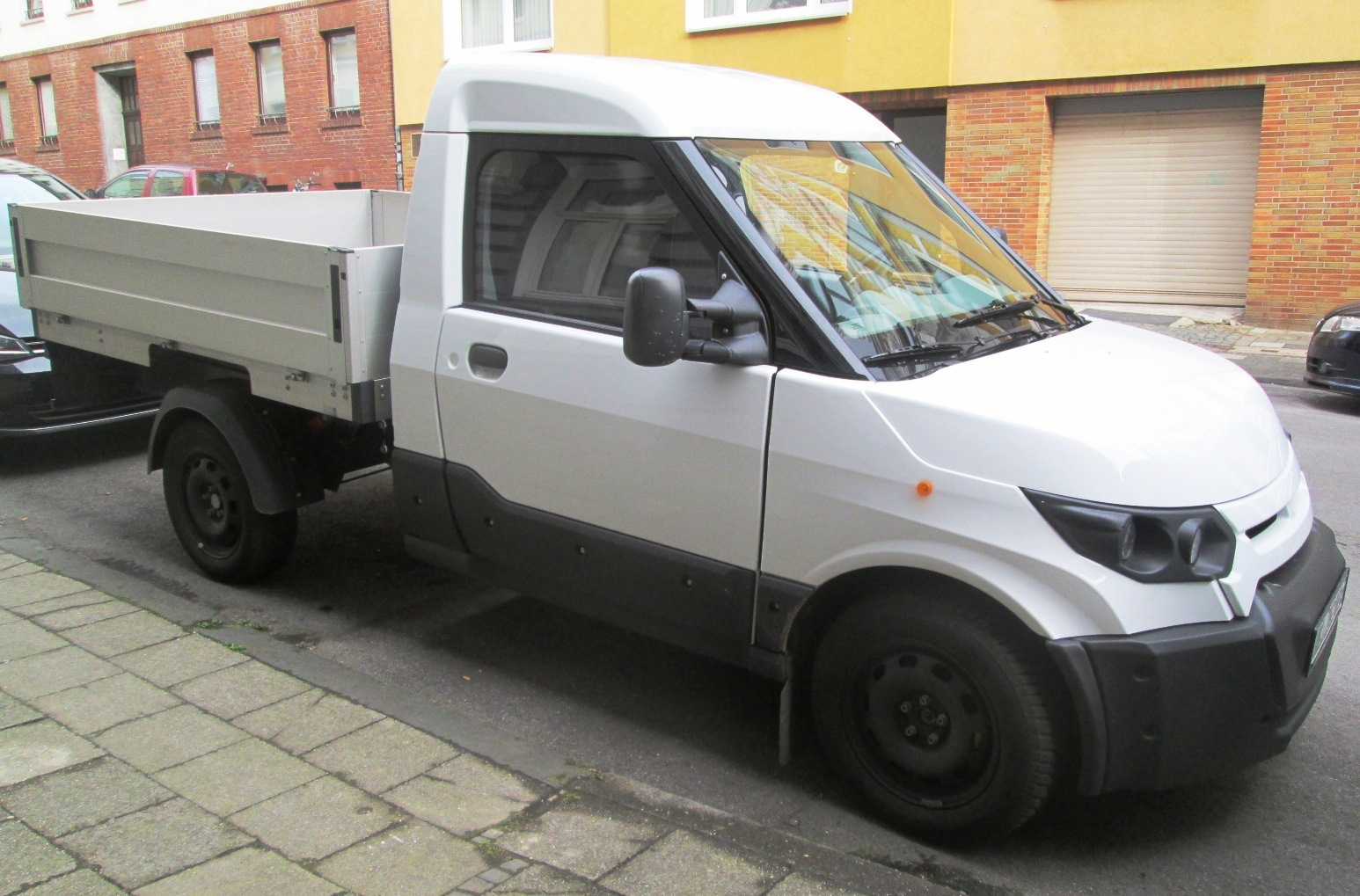
StreetScooter Work Pickup

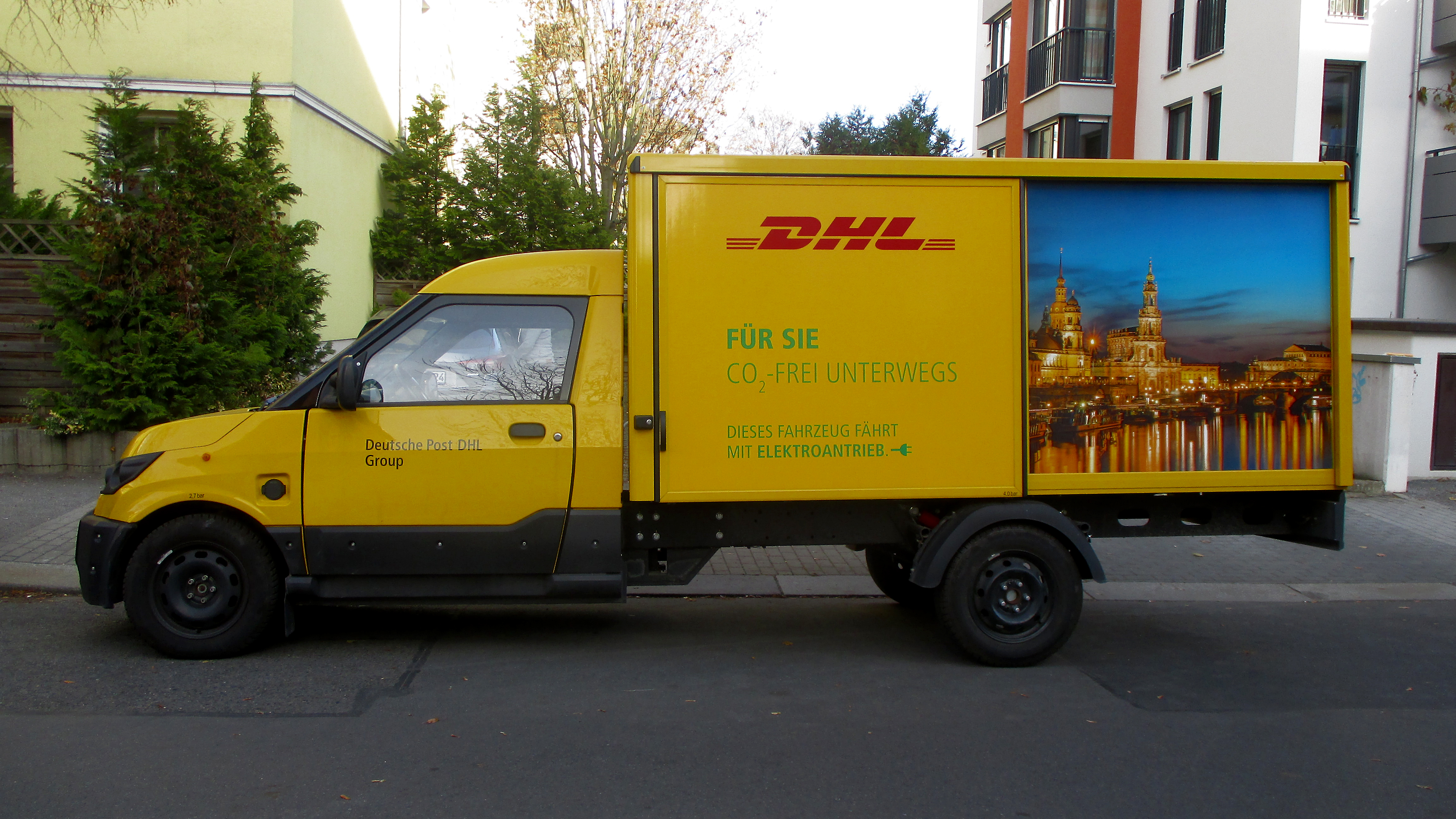
StreetScooter Work L

Niemiecki startup StreetScooter z Akwizgranu wiosną 2014 roku przedstawił swój sztandarowy projekt w postaci kompaktowego samochodu dostawczego o napędzie elektrycznym. Model Work przyjął postać furgonetki z dwubryłowym, dwudrzwiowym i dwumiejscowym nadwoziem z częścią transportową zagospodarowaną na trzy różne sposoby w zależności od preferencji klienta: skrzyniowym o przydomku handlowymBox, otwarty z burtami nazwany Pickup lub jako podwozie fabrycznie pozbawione nadbudowy zwane Pure.
Charakterystycznymi cechami wyglądu StreetScootera Work stały się agresywnie stylizowane reflektory, które w większości utworzyło jednak tylko plastikowe wypełnienie z osadzonymi w nim soczewkami. Ponadto nadwozie wykończono też ciemnymi plastikowymi nakładkami na zderzaki, nadkola i progi, które są łatwe w wymianie w razie obtarcia lub uszkodzenia.
Kabina pasażerska została wykończona materiałami o szarej tonacji. Przed kierowcą umieszczono kolorowy wyświetlacz cyfrowy wskazujący m.in. dane o prędkości i zasięgu. Ponadto pojazd wyposażono w system multimedialny z łącznością ze smartfonem technologią Bluetooth.

### Work L
We wrześniu 2016 roku podczas wystawy samochodowej IAA Commercial Vehicles we Frankfurcie nad Menem przedstawiona została wydłużona odmiana o nazwie StreetScooter Work L, która trafiła do sprzedaży we wszystkich dotychczasowych trzech sposobach zabudowy przedziału transportowego. Zyskała ona znacznie wydłużony rozstaw osi, co przełożyło się na dłuższe o 1,7 metra nadwozie. Samochód umożliwił przewiezienie w przedziale transportowym do 150 paczek o regularnych wymiarach, charakteryzując się ładownością równą 1000 kilogramom. Aby sprostać większej masie całkowitej i obszerniejszemu nadwoziu, model Work L został wyposażony w mocniejszy silnik elektryczny, a także większą baterię litowo-jonową umożliwiającą przejechanie na jednym ładowaniu do 100 kilometrów więcej.

### Lifting
W październiku 2019 roku StreetScootery Work oraz Work L przeszły obszerną restylizację, która przyniosła zmiany wizualne w wyglądzie pasa przedniego. Pojawiły się niżej osadzone, bardziej obłe obudowy reflektorów, a także dodatkowy wlot powietrza umieszczony w centralnym elemencie zderzaka z miejscem na logo firmowe lub znak Deutsche Post w przypadku floty dla tego nabywcy. Modernizacja przyniosła także bogatsze wyposażenie w standarzie obejmujące automatyczną klimatyzację, podgrzewanie foteli i łączność z systemem ratunkowym eCall. Pojazd wyposażono ponadto w nowocześniejszy system multimedialny zapewniający łączność z inferfejsami Apple CarPlay i Android Auto. StreetScooter wprowadził dodatkowo obszerniejszy przedział transportowy o większej ładowności.

### Zmiana nazwy
W styczniu 2022 Detusche Post dokonało sprzedaży firmy StreetScooter na rzecz nowego właściciela. Luksemburskie Odin Automotive kontynuowało produkcję modeli Work/Work L do maja 2022 pod dotychczasową nazwą, by następnie dokonać rebrandingu wraz z nową nazwą producenta. Po tym jak przemianował się on na B-ON, tak i dostawcza rodzina otryzmała nowe logotypy oraz nazwę B-ON Max w przypadku odmiany krótszej oraz B-ON Giga w przypadku wariantu wydłużonego. Produkcję zakończono we wrześniu 2023 po ogłoszeniu kłopotów finansowych firmy.

### Sprzedaż
StreetScooter Work zbudowany został z myślą o nabywcach flotowych. Głównym zostało niemieckie przedsiębiorstwo logistyczno-poczotwe Deutsche Post wraz z macierzystą spółką kurierską DHL, na których rzecz dostarczano większość wyprodukowanych egzemplarzy po przejęciu StreetScootera, dostarczając 11 tysięcy egzemplarzy w latach 2016−2020. Innymi nabywcami furgonetek Work zostały także służby komunalne, władze niemieckich miast i prywatne przedsiębiorstwa. W lutym 2023 nowy właściciel i producent furgonetek B-ON ogłosił, że porozumiał się z ameyrykańskim przedsiębiorstwem Karma Automotive na mocy produkcji na potrzeby tamtejszego rynku w kaliornijskich zakładach w Moreno Valley.

### Dane techniczne
Rodzina modelowa StreetScooter Work i Work L charakteryzuje się takimi samymi parametrami technicznymi. Wszystkie wyposażone są w silnik elektryczny napędzający przednią oś o mocy 66 KM, charakteryzując się maksymalnym momentem obrotowym 200 Nm i prędkością maksymalną ograniczoną do 85 km/h. Producent umożliwił wybór między bateriami o pojemności 20 lub 40 kWh, oferując odpowiednio maksymalny zasięg na jednym ładowaniu równy ok. 101 lub 205 kilometrom.